# Haworthia arabesqua
Haworthia arabesqua är en grästrädsväxtart som beskrevs av M. Hayashi. Haworthia arabesqua ingår i släktet Haworthia och familjen grästrädsväxter. Inga underarter finns listade i Catalogue of Life.